# Редиф (поэзия)
Реди́ф (араб. رديف‎, «сидящий позади всадника») — в восточной поэзии слово (краткий редиф), группа слов (развёрнутый редиф), повторяющаяся после рифмы (в конце каждого стиха). Цель редифа состоит в том, чтобы каждый раз представить повторяющиеся слова в новом контексте, выделив новый смысл.
В русской и западноевропейской поэзии редиф рассматривается как вариант рифмы («редифная рифма»), близкий к припеву и эпифоре. Редиф, как одна из наиболее очевидных примет арабской и персидской поэзии (газели, рубаи), сохраняется в переводе:
«Кипарис мой! — ты сказала, — жди меня!» — и не пришла.

Я не спал всю ночь, дождался света дня — ты не пришла.

Поминутно выходил я на дорогу ждать тебя,

Поминутно умирал я, жизнь кляня, — ты не пришла.

Думал я, что опасалась ты соперницы — луны,

Но и в полной тьме забыла ты меня и не пришла.

Я в разлуке с милой пери, как помешанный, рыдал,

Кто смеется молчаливо, кто — дразня: «Вот не пришла!..»

Алишер Навои в переводе Л. Пеньковского
и используется в подражаниях (в русской поэзии с XIX — начала XX века):
Цветут в саду фисташки, пой, соловей!

Зеленые овражки, пой, соловей!

М. Кузмин